# 청나라의 내각총리대신
청나라의 내각총리대신은 다음과 같다.

## 같이 보기
- 중국의 재상